# Space (Slavko Kalezić-dal)
A Space (magyarul: Űr) a montenegrói Slavko Kalezić dala, mellyel Montenegrót képviselte a 2017-es Eurovíziós Dalfesztiválon, Kijevben. A dal belső kiválasztás során nyerte el a jogot, hogy képviselje az országot a dalfesztiválon.

## Eurovíziós Dalfesztivál
A dalt az Eurovíziós Dalfesztiválon a május 9-i első elődöntőben adta elő, fellépési sorrendben hatondikként a Belgiumot képviselő Blanche City Lights című dala után és a FInnországot képviselő Norma John Blackbird című dala előtt. Az elődöntőben a tizenhatodik helyen végzett, így nem jutott tovább a május 13-i döntőbe.
A következő montenegrói induló Vanja Radovanović Inje című dala volt a 2018-as Eurovíziós Dalfesztiválon.